# Galleria Piatra Neamț
Galleria Piatra Neamț este un centru comercial din Piatra Neamț, deschis la data de 4 septembrie 2009.